# Isatis bungeana
Isatis bungeana är en korsblommig växtart som beskrevs av Nicolai Karlovič Karl Samuel Seidlitz. Isatis bungeana ingår i släktet vejdar, och familjen korsblommiga växter. Inga underarter finns listade i Catalogue of Life.